# Mariä Himmelfahrt (Eriskirch)

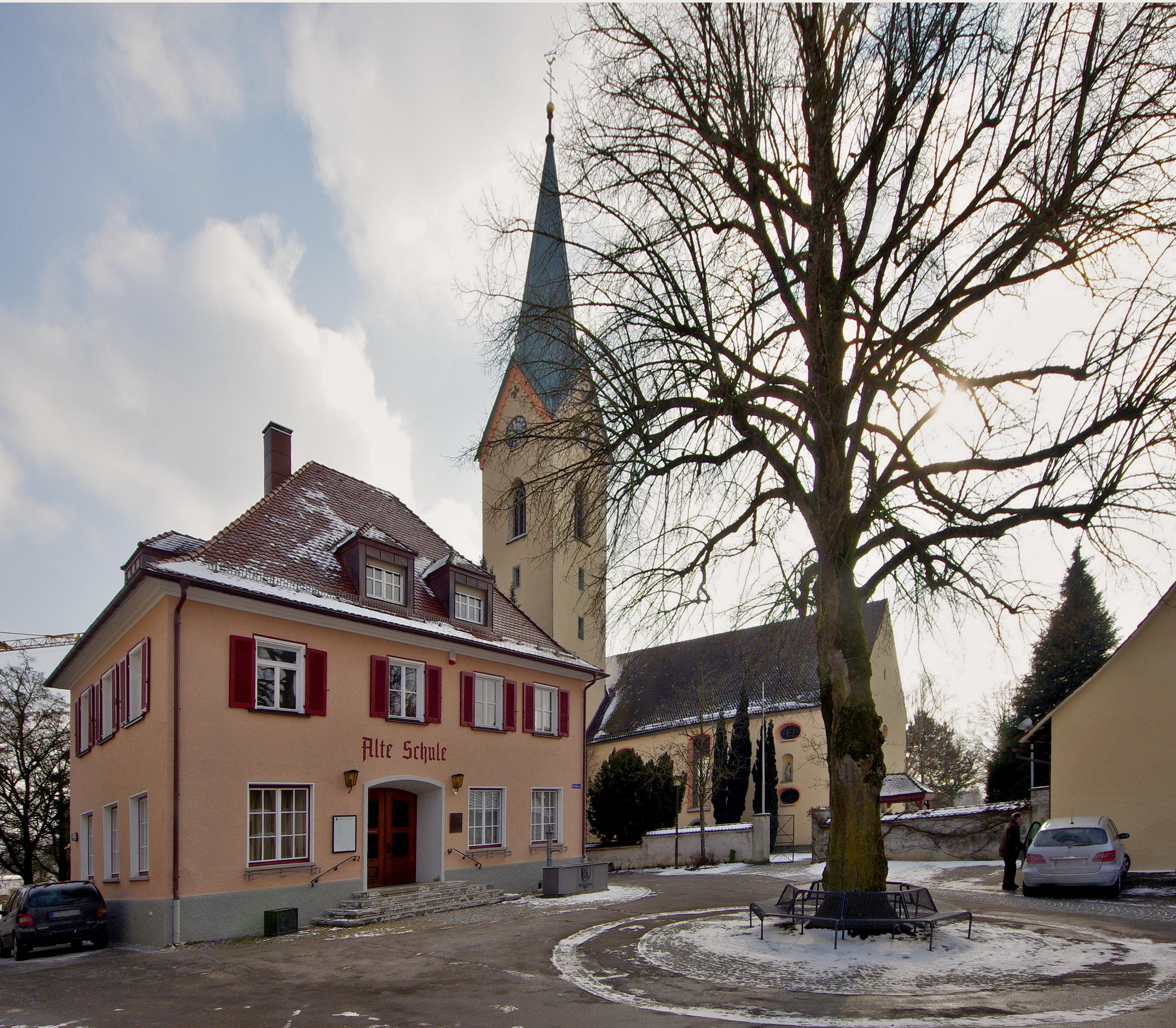
Außenansicht

Die katholische Pfarrkirche Mariä Himmelfahrt in Eriskirch ist zum einen die Pfarrkirche der Gemeinde und zum anderen eine der ältesten Marienwallfahrtskirchen der Gegend. Das besondere an dieser mittelalterlichen Wallfahrtskirche ist, dass sie nicht im Barock entscheidend erneuert wurde und so den spätgotischen Zustand zeigt.

## Geschichte
Der Ort Eriskirch wird 1257 zum ersten Mal erwähnt, eine erste Marienkapelle ist für 1278 nachgewiesen. Im Kodex Maior Weingarten wird in der 2. Hälfte des dreizehnten Jahrhunderts die erste Kirche erwähnt, diese wird im Liber Taxationis 1353 erstmals als Pfarrkirche genannt. Die beiden Glocken „Vier Evangelisten“ – sie stammt aus dem 13. Jahrhundert – und „Maria Hilf“ aus dem 14. Jahrhundert existieren noch heute und läuten im ca. 60 m hohen Glockenturm aus dem 14. Jahrhundert, der von 1409 bis 1419 erbaut wurde. Den Spitzhelm der heute zu sehen ist, gibt es erst seit 1869, da der ursprüngliche steile Satteldachhelm 1834 durch einen Blitzschlag zerstört wurde.

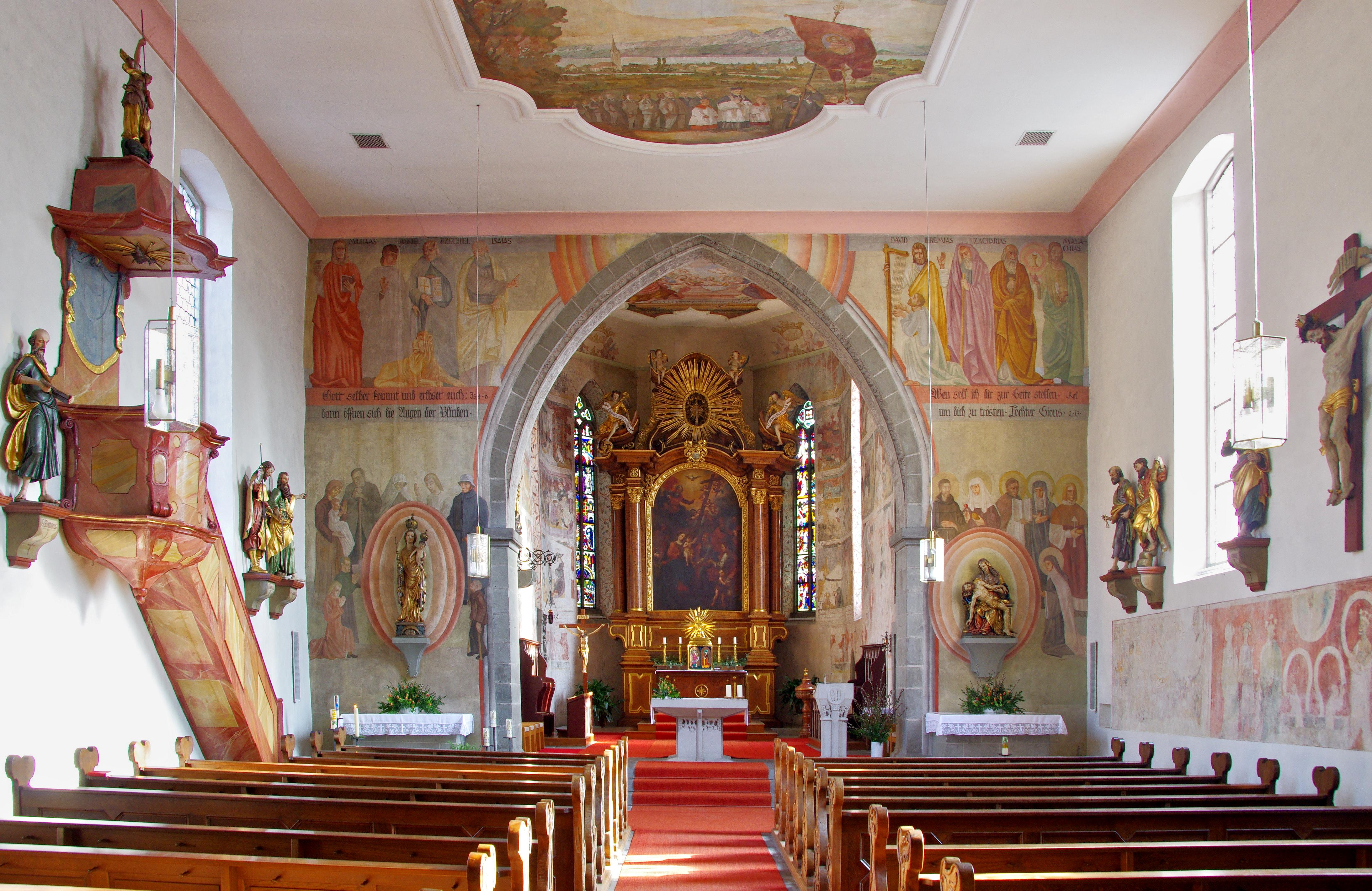
Blick zum Altar

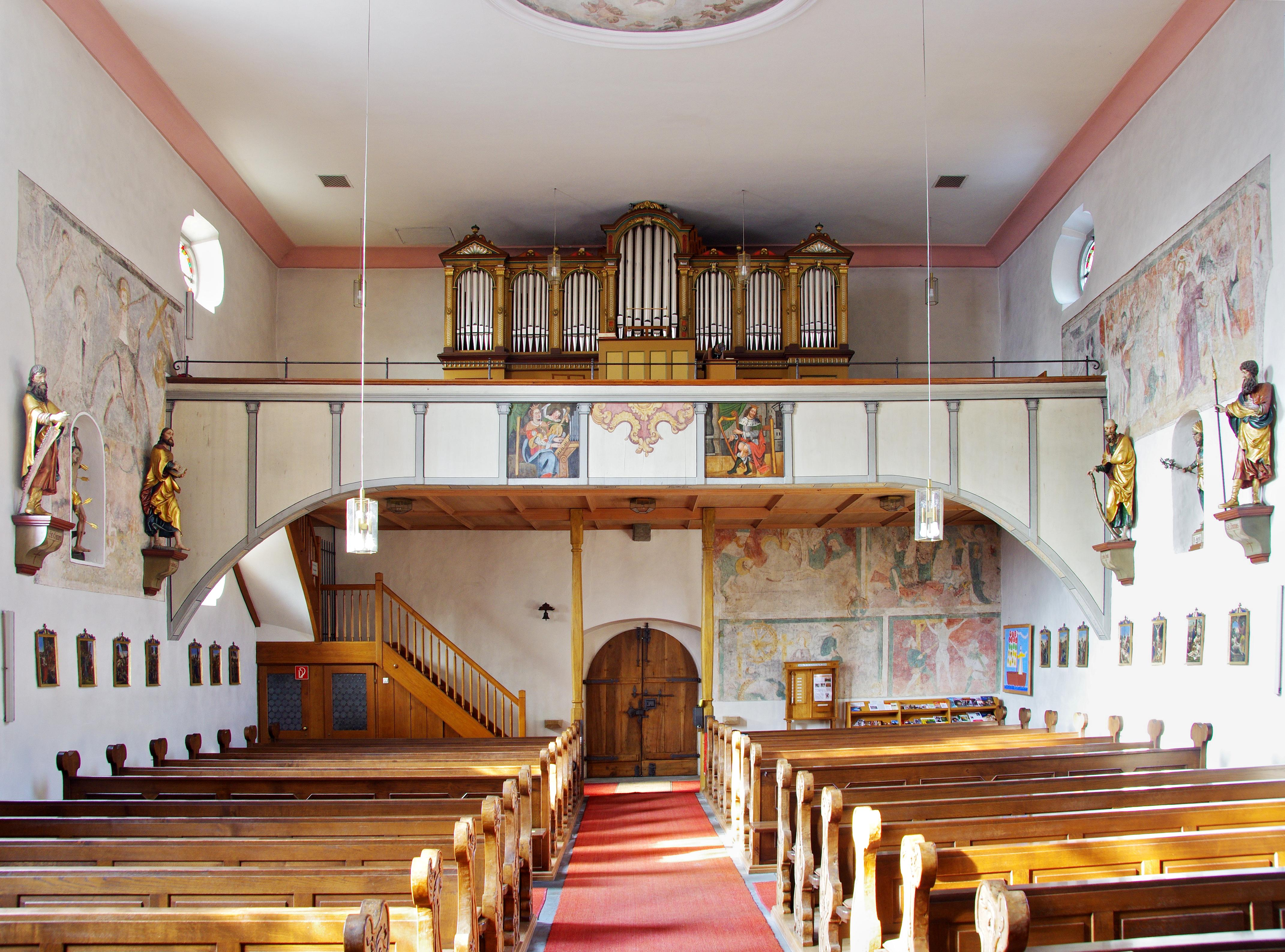
Blick zum Eingang und Orgel

Im Dreißigjährigen Krieg wurde 1634 die Pfarrkirche Eriskirch von den schwedischen Truppen gebrandschatzt und geplündert, 1666 wurde die ausgebrannte Kirche wieder errichtet, dabei wurden Teile im Barockstil erneuert, so stammen die beiden Flachdecken im Chor und Schiff aus dieser Zeit.
Die Kirche besteht aus einem Langschiff und dem Chor, die zu unterschiedlichen Zeiten erbaut wurden. Im Jahr 2010 wurde über dendrologische Untersuchungen nachgewiesen, dass zuerst das Kirchenschiff 1387 und dann der Chor 1409 erbaut wurde. Der Grund für diese zeitlich unübliche Bauweise dürfte die Anzahl der Pilger gewesen sein, für die man das Langschiff brauchte, die Gnadenmadonna – die heute auf dem linken Seitenaltar steht und aus dem Jahr 1350 stammt – konnte ja noch im alten Chor verehrt werden. Als der Chor gebaut wurde, wurde er zwei Meter höher angelegt als das Kirchenschiff. Die nachträgliche Erhöhung des Langschiffs fand dann erst während der Barockisierung statt und kann an den Bildstreifen der Empore nachgewiesen werden. Das Kirchenschiff hat eine Breite von 12 m und gehört zu den wenigen in Süddeutschland, welches von einem Dach von dieser Breite ohne zusätzliche Hänge- und Sprengwerke überspannt wird.
Wichtig sind auch die glatten Wände, die aufwändig und farbenprächtig mit zwei Bilderzyklen bemalt wurden, damit die des Lesens unkundigen Gläubigen anhand der Bilder gelehrt wurden, ein christliches Leben zu führen. Im Schiff ist dies ein Zyklus mit Szenen aus dem Neuen Testament, im Chor ist dies ein Zyklus aus dem  Alten Testament, diese Verteilung ist auffällig, in den meisten Kirchen ist es genau umgekehrt. Die Art der Kirchenausmalung war in der Gotik unüblich, es zeigen sich die ersten südlichen Einflüsse, die diese Art des Kirchenschmucks wieder über die Alpen brachten. Die Wandmalereien der Kirche sind in der deutschen Kunstgeschichte bedeutend, es ist eine der wenigen erhaltenen vollständigen Raumausmalungen der Gotik.
Es war die gesamte Kirche ausgemalt. In der Renovierung 1932/33 wurden nur der gesamte Chor (Bild 3 und 4 in der Galerie) und einzelne Bilder im Kirchenschiff freigelegt. Das Deckengemälde im Chor Maria Himmelfahrt ist von 1750 wahrscheinlich von Anton Maulbertsch. Im Kirchenschiff sind dies die Gefangennahme Christi (Bild 7), es ist das erste Bild des obersten von drei Bildstreifen auf der Nordseite. Auf der Südseite sind dies das jüngste Gericht (Bild 6) über zwei Bildfelder reichend und aus dem untersten Bildstreifen beim Chor der Feiertagschristus und Die drei Lebenden und die drei Toten (Bild 2). Auf den Bildern unter der Empore (Bild 8) sind Grablegung Christi, Auferstehung Christi, Martyrium der hl. Katarina und Martyrium der hl. Agatha von Catania zu sehen. Die zwei im Chor sichtbaren Farbfenster sind die von den Grafen von Montfort gestiftet worden.

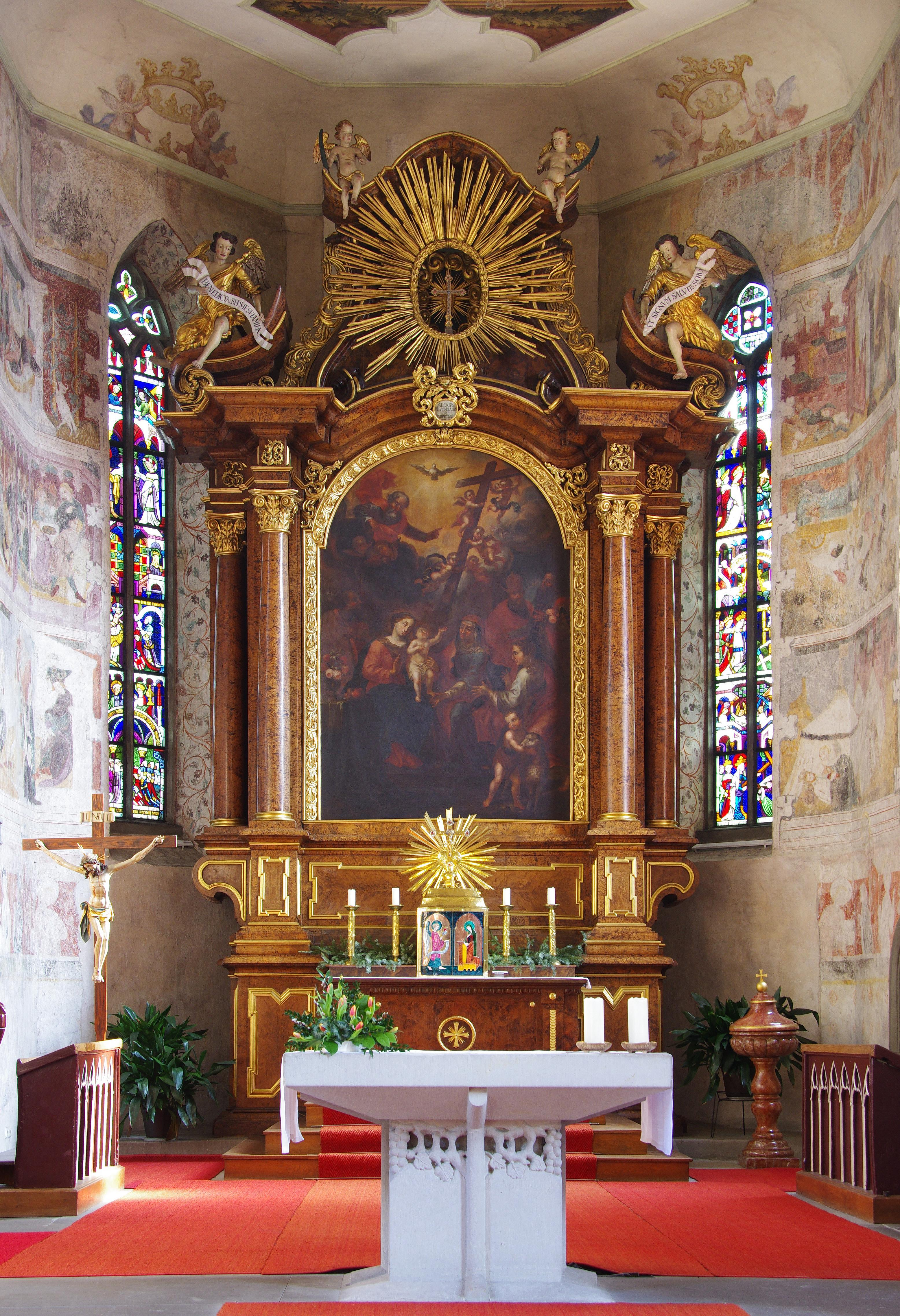
Altar
Feiertagschristus und Die drei Lebenden und die drei Toten
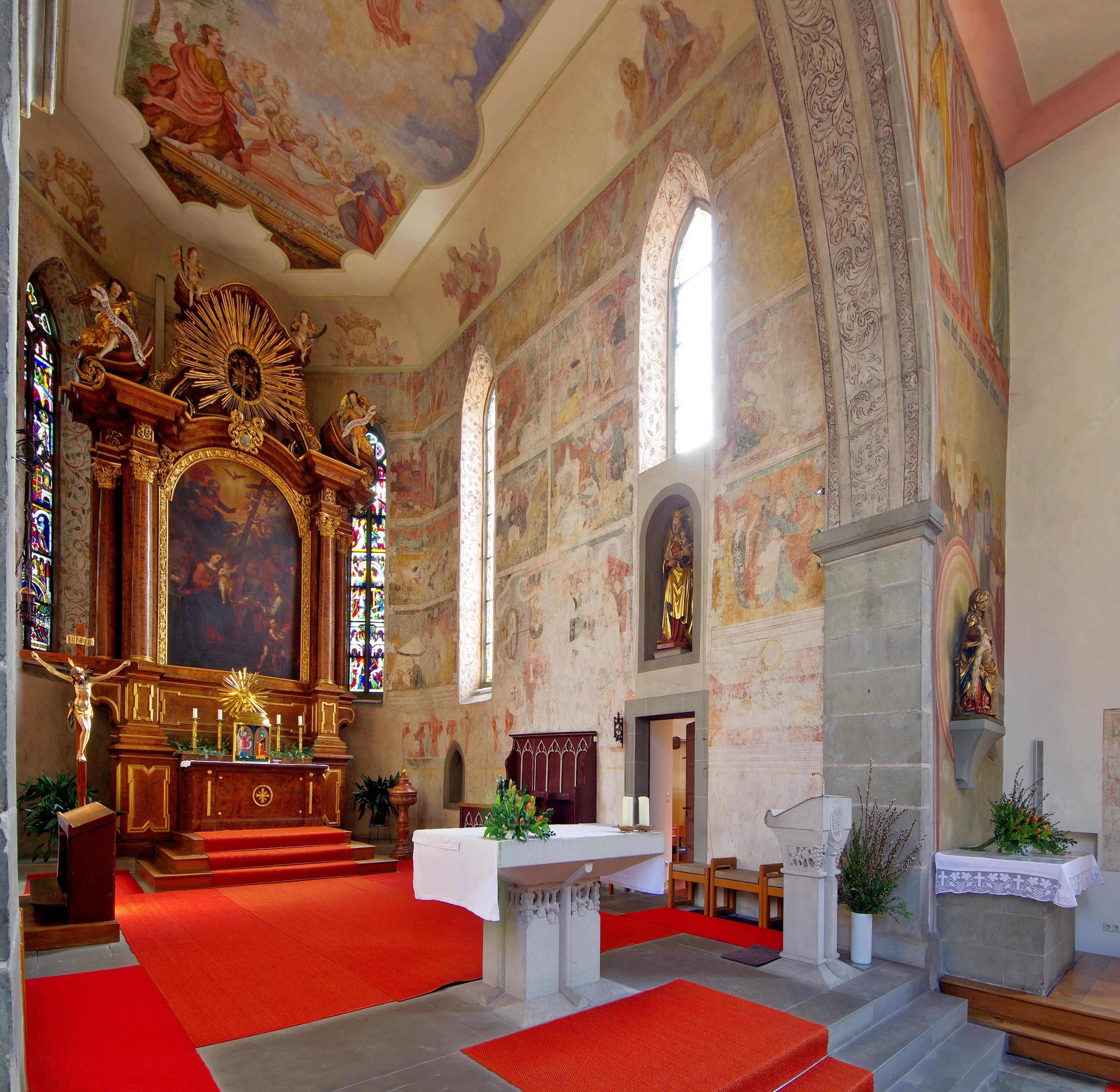
Südseite des Chorraums
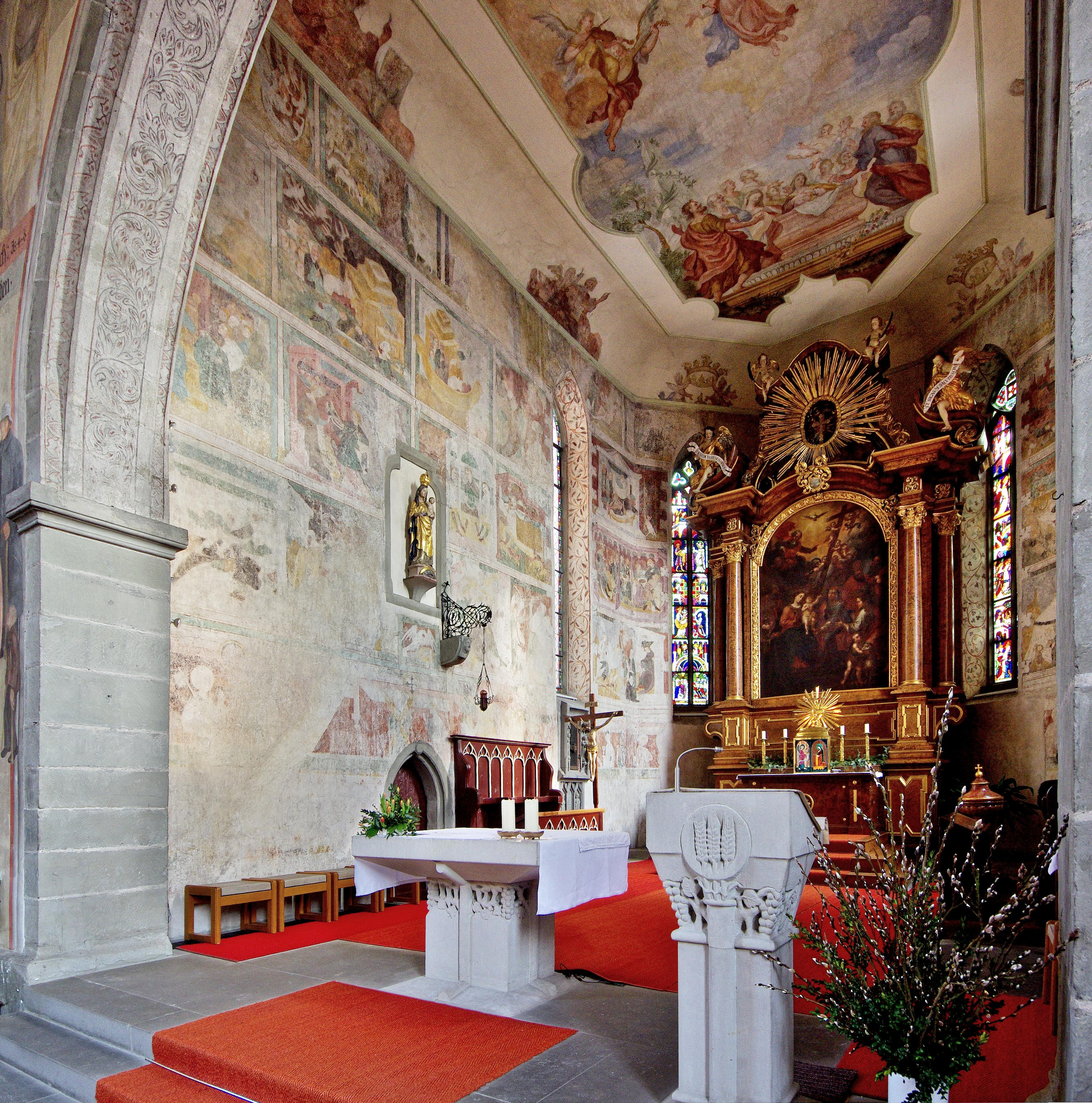
Nordseite des Chorraums
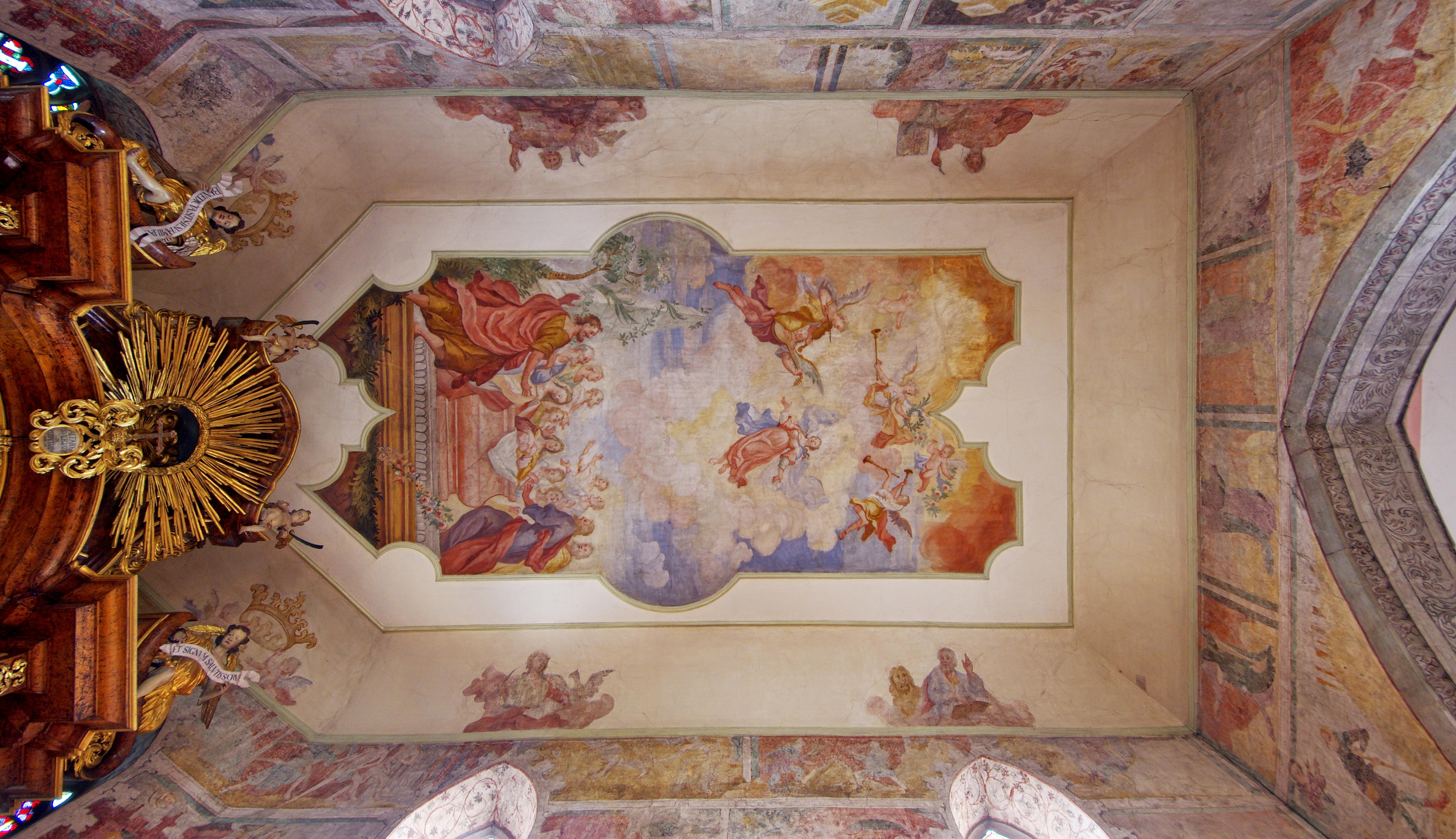
Deckengemälde im Chorraum
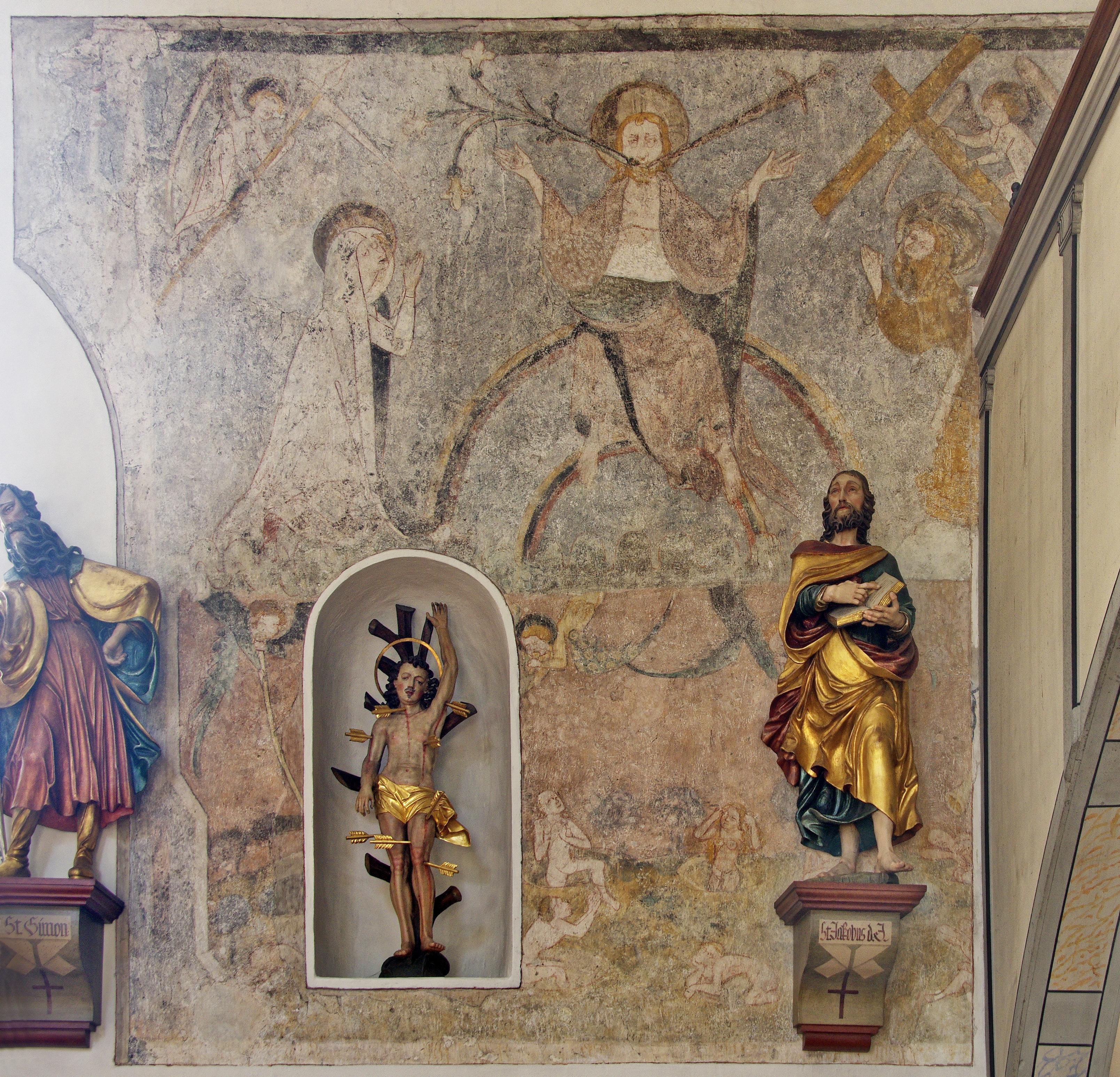
Das jüngste Gericht an der Südseite
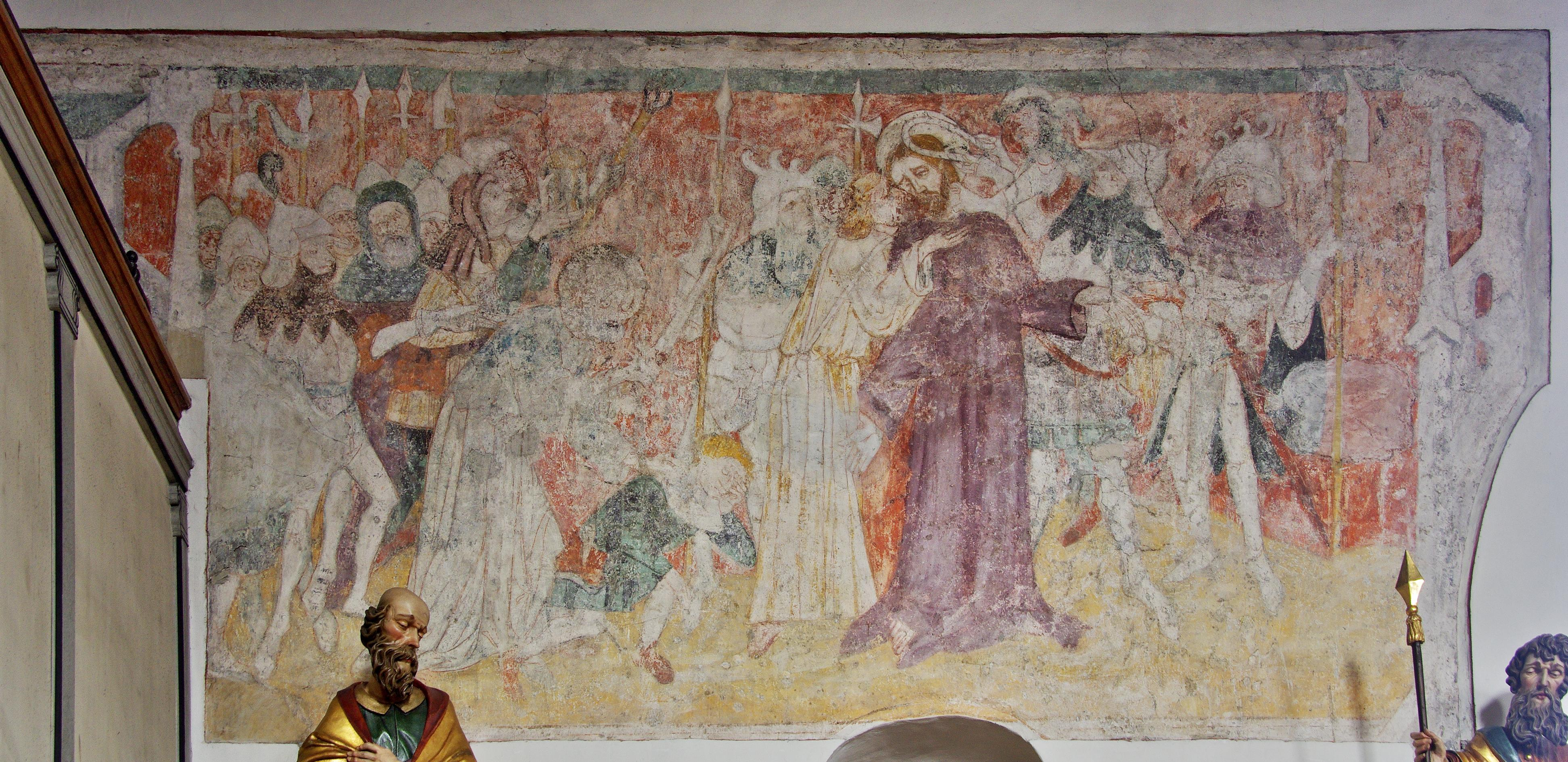
Die Gefangennahme Christi an der Nordseite
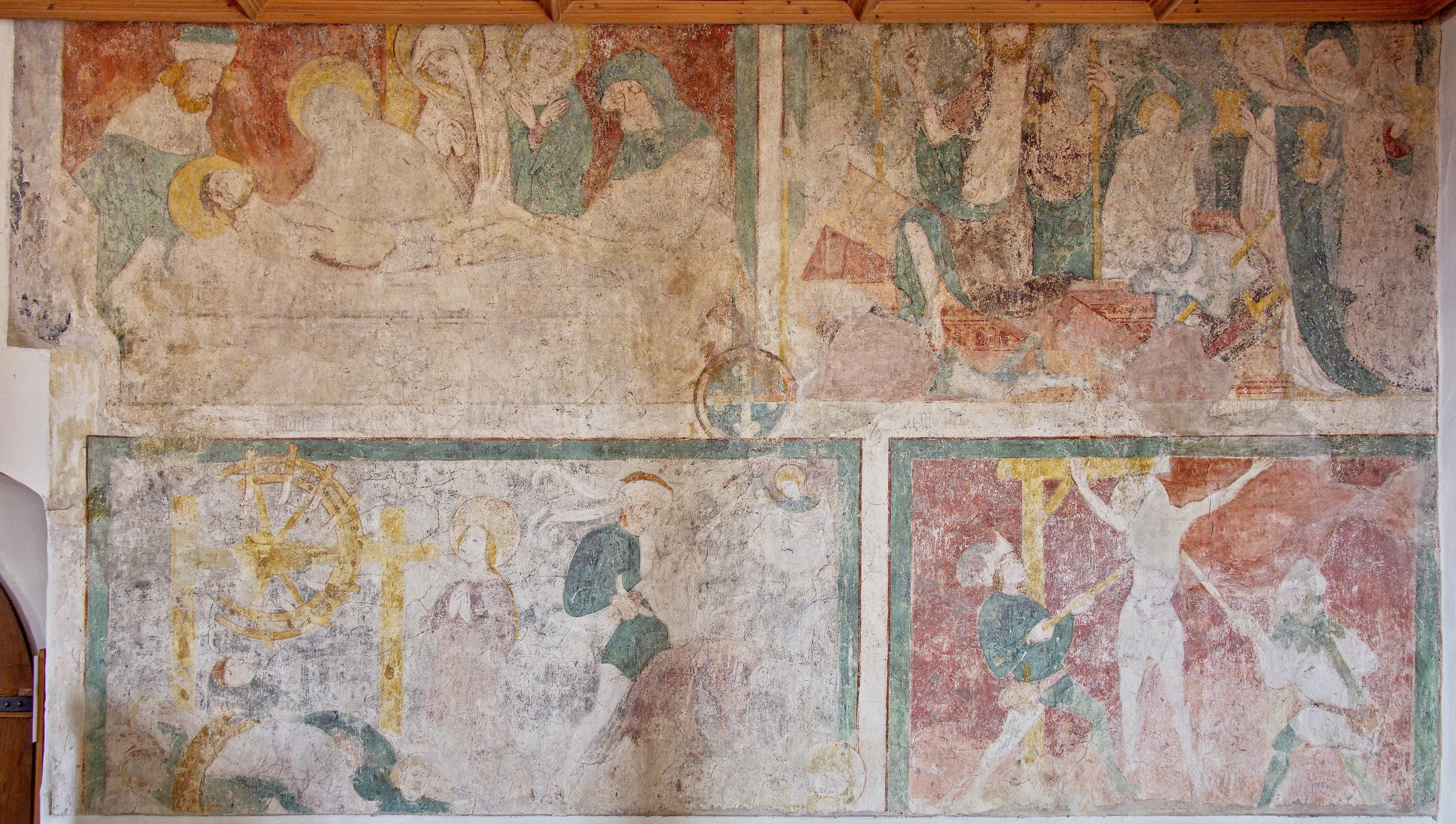
Bilder unter der Empore
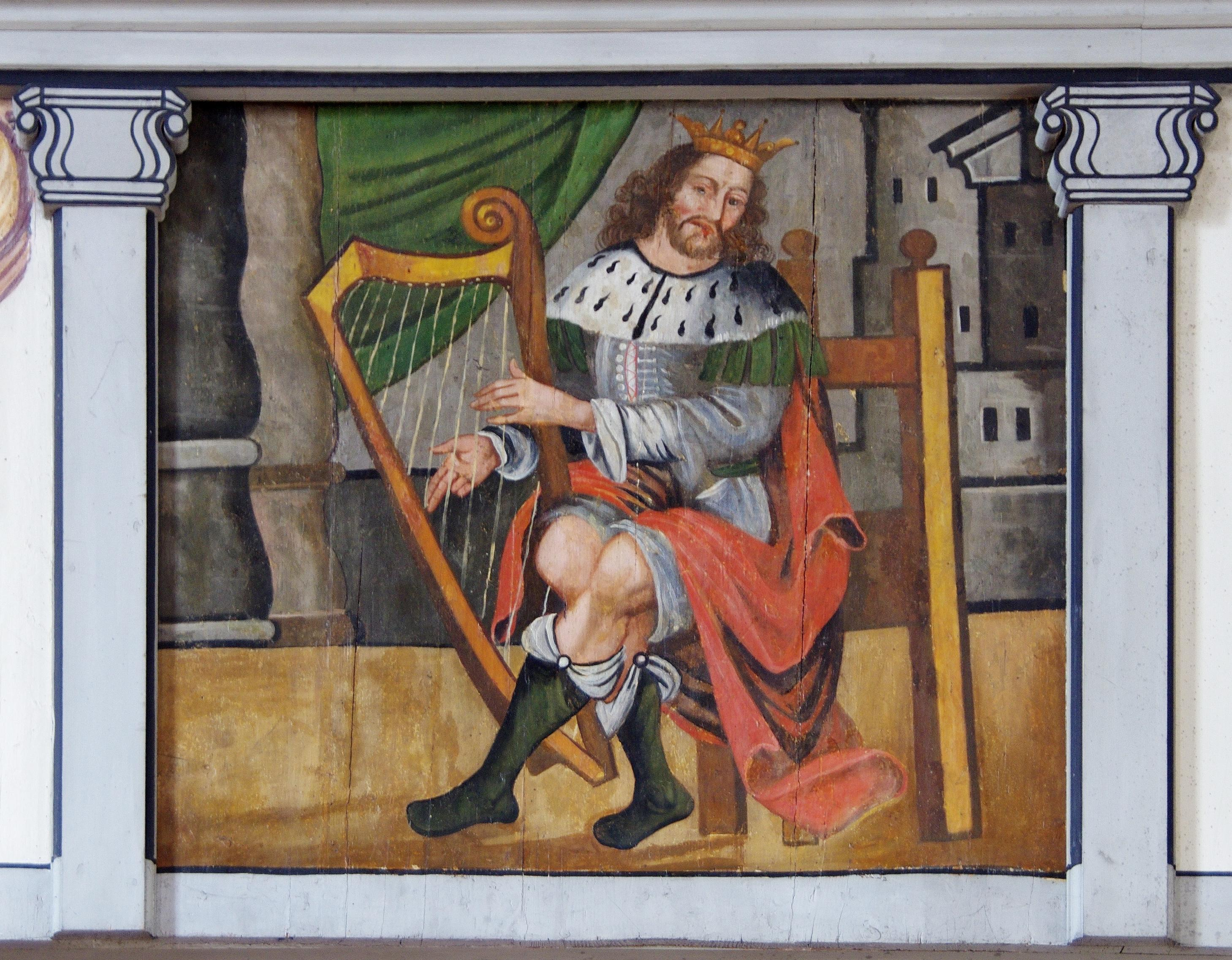
König David an der Empore
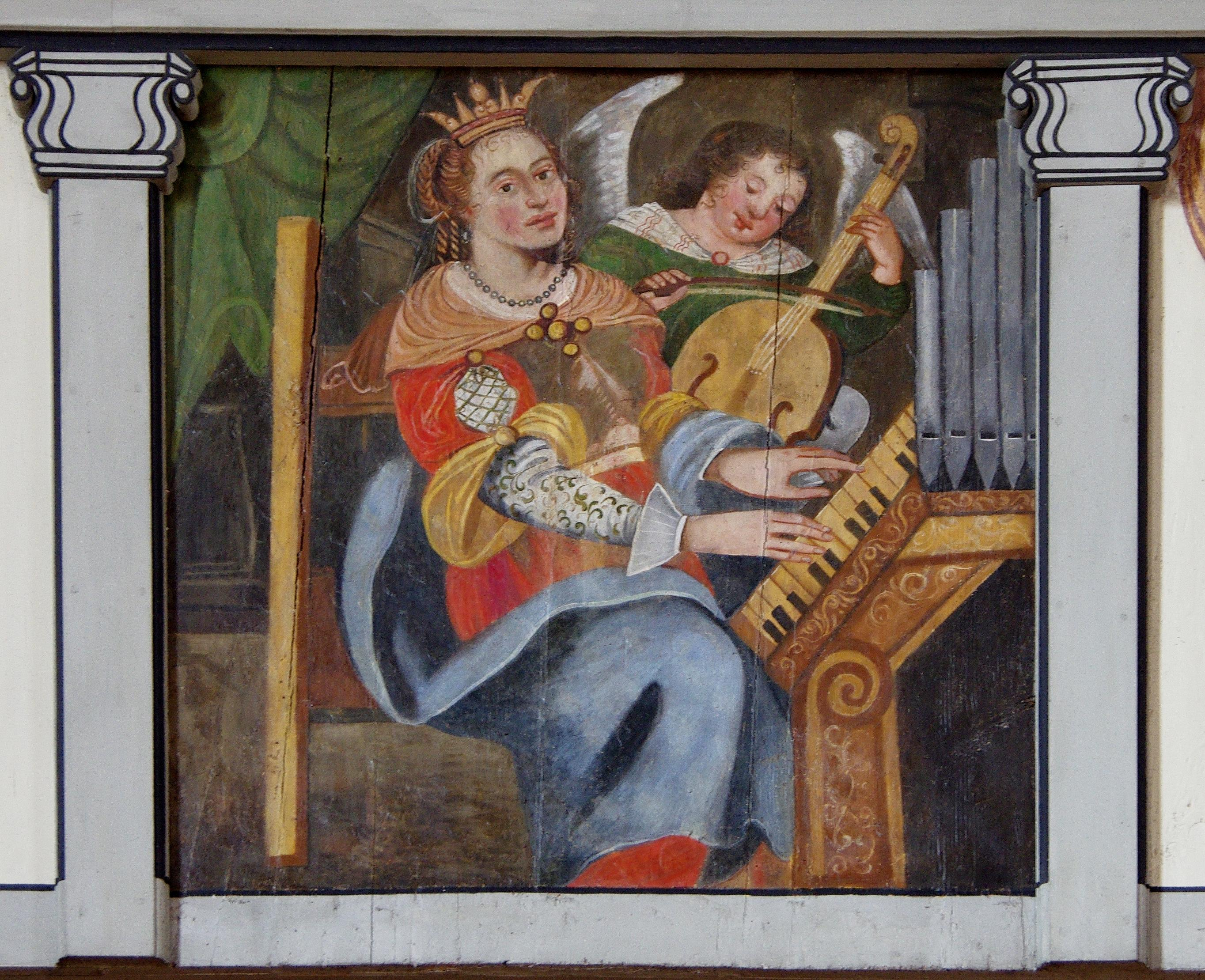
Die Heilige Cecilie an der Empore

Bei einer großen Restaurierung 1932/33 wurden großteils die historischen Werke freigelegt. An den Stellen, an denen man keine historischen Spuren mehr fand, wurden von Josef und August Braun neue Wandmalereien sowie das Deckengemälde, mit demselben Thema wie das Deckengemälde im Chor Maria Himmelfahrt, im Schiff angebracht. Die letzte Renovierung des Innen- und Außenbereich fand in den Jahren 1981 bis 1986 statt, abgeschlossen wurde sie mit der feierlichen Altarweihe durch Weihbischof Franz Kuhnle am 19. Oktober 1986.

## Glocken
Im Turm hängen sechs Glocken mit folgenden Daten:
1. „Ave Maria“, 1595, Ton Des', Höhe 1,10 m, Gewicht 1,6 t, Leonhart Ernst Lindau
2. „O Maria caelum assumpta ora pro nobis“, 1950, Ton F', Höhe 0,9 m, Gewicht 0,85 t, Benjamin Grüninger, Villingen
3. „Franziskus Glocke“, 2007, Ton as', Höhe 1,03 m, Gewicht 0,67 t
4. „Papst Benedikt XVI“, 2007, Ton b', Höhe 0,95 m, Gewicht 0,465 t
5. „Vier Evangelisten“, 13. Jahrhundert, Ton c", Höhe 0,70 m, Gewicht 0,26 t
6. „Maria Hilf“, 14. Jahrhundert, Ton f", Höhe 0,52 m, Gewicht 0,175 t

Mehrere der Glocken wurden in den Kriegszeiten abgehängt und eingeschmolzen, so sollte es auch mit den beiden ältesten im Zweiten Weltkrieg passieren, sie wurden nach Lünen (Westfalen) verbracht, kamen aber 1948 unversehrt zurück.

## Orgel
Die Orgel stammt von 1904 aus der Werkstatt der Gebrüder Späth in Mengen (Opus 113). Sie wurde in der Folge mehrfach geringfügig verändert und 1999 von der Orgelmanufaktur Jürgen Lutz aus Feuchtwangen restauriert. Dabei wurde die Disposition um drei Register auf einer Zusatzlade (Transmissionslade) auf nunmehr 15 Register erweitert und auf die ursprüngliche romantische Disposition zurückgeführt. Die Register der Zusatzlade lassen sich an das 1. und das 2. Manual ankoppeln.
| I Hauptwerk C–f3 |    |
| Prinzipal        | 8′ |
| Gamba            | 8′ |
| Doppel-Gedeckt   |    |
| Flauto Dolce     | 4′ |
| Oktave           |    |
| Mixur            |    |

| II Nebenwerk C–f3 |    |
| Salicional        | 8′ |
| Flöte             |    |
| Aeoline           |    |
| Viola             | 4′ |

| Zusatzlade C–f3 |    |
| Trompete        | 8′ |
| Rohrflöte       | 4′ |
| Octave          | 2′ |

| Pedal C–f1 |     |
| Subbass    | 16′ |
| Oktavbass  | 8′  |

- Koppeln: II/I, I/P, II/P.